# 蘇巴丘斯
蘇巴丘斯是立陶宛的城市，位於該國西北部庫皮什基斯以西14公里，由帕內韋日斯縣負責管轄，海拔高度75米，市內的教堂在1940年建成，2012年人口1,023。